# Јерузалем (Љутомер)
Јерузалем (словен. Jeruzalem) је насељено место у општини Љутомер, Помурска регија, Словенија.

## Историја
До територијалне реорганизације у Словенији био је у саставу старе општине Љутомер.

## Становништво
У попису становништва из 2011. године, Јерузалем је имао 41 становника.
| Број становника према пописима | Број становника према пописима | Број становника према пописима |
| ------------------------------ | ------------------------------ | ------------------------------ |
| 1991                           | 2002                           | 2011                           |
| 55                             | 43                             | 41                             |

## Галерија
- унутрашњост цркве
- дворац
- детаљ
- прилаз селу
- Јерузалемске горице, виногради
- кестен
- панорама
- пејзаж